# قائمة الحكام والملوك الكوماجيني
مملكة كوماجيني كانت مملكة أرمينية هلنستية تقع في جنوب الأناضول قرب أنطاكيا، بدأت كدولة تابعة للامبراطورية السلوقية ثم أصبحت لاحقاً مستقلة، قبل أن تلحق بالإمبراطورية الرومانية في على 72 م.

## سطارفةكوماجيني، 290-163 ق م.
- ساميس حاكم سوفين enـ 290-260 ق م.
- أرساميس الأول ـ 260-228 ق م.
- خرخش حاكم أرمينيا enـ ق م.
- بطليموس حاكم كوماجيني enـ 201-163 ق م.

## ملوك كوماجيني، 163 ق م-72 م
- بطليموس ملك كوماجينيenـ 163-130 ق م.
- ساميس الثاني ثيوسيبيس ديكايوسenـ 130-109 ق م.
- مثرادات الأول كالينيكوسenـ 109-70 ق م.
- أنطيوخوس الأول ثيوس ملك كوماجينيenـ 70-36 ق م.
- مثرادات الثاني ملك كوماجينيenـ 36-20 ق م.
- مثرادات الثالث ملك كوماجينيenـ 20-12 ق م.
- أنطيوخوس الثالث ملك كوماجينيenـ 12 ق م- 17م.
- حاكم إقليمي من الامبراطورية الرومانيةـ 17-38 م.
- أنطيوخوس الرابع ملك كوماجينيenـ 38-72 م.